# お鷹の道・真姿の池湧水群

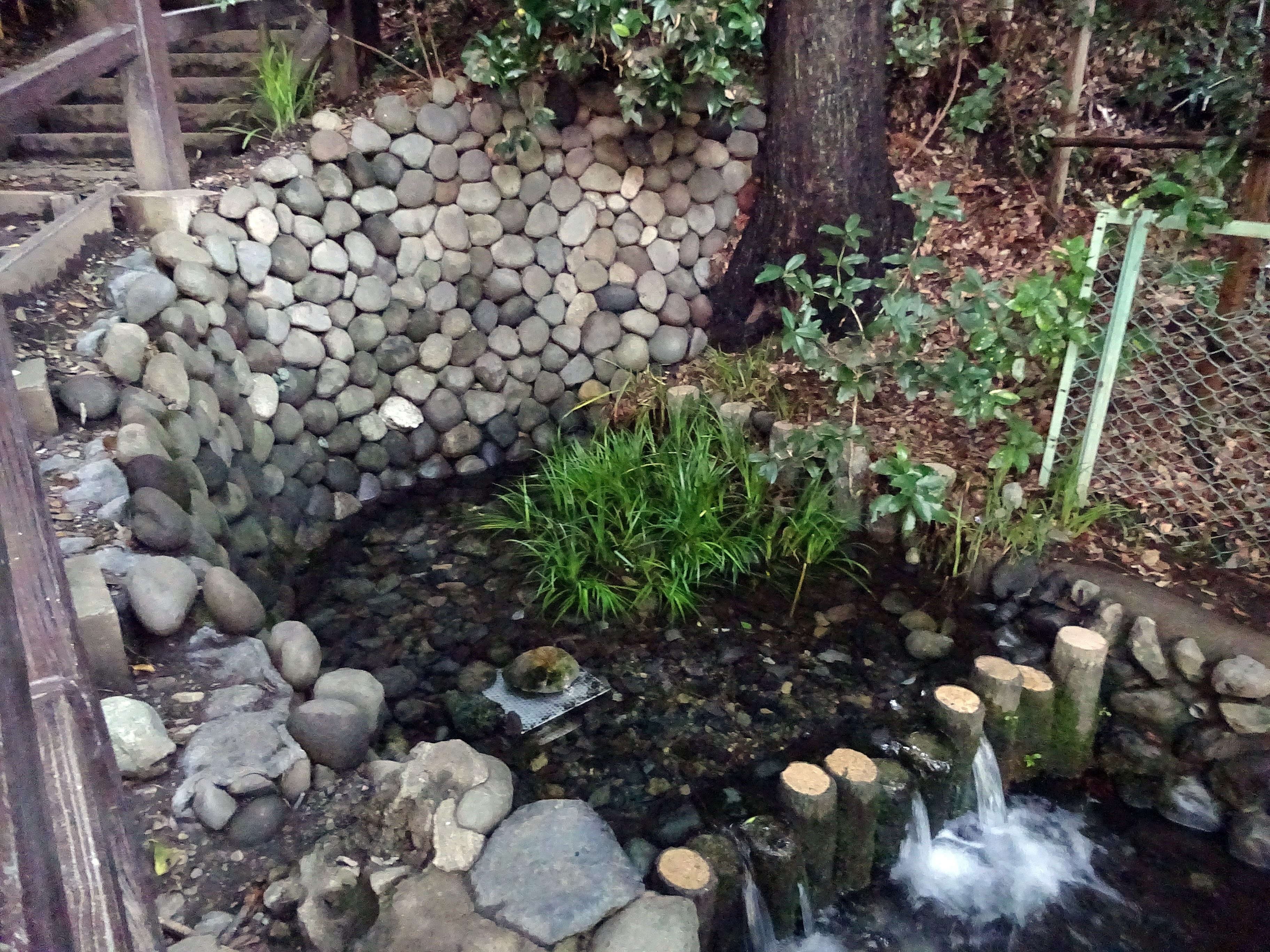
真姿の池の湧水源

お鷹の道・真姿の池湧水群（おたかのみち・ますがたのいけゆうすいぐん）とは東京都国分寺市西元町の武蔵野台地国分寺崖線によって形成されるママがハケに沿って用水となっている、武蔵野台地の代表的な景観の場所であり1985年（昭和60年）名水百選に選定された。

## 概要
1748年（寛延元年）から国分寺は徳川御三家尾張藩の鷹狩の狩り場となった。武蔵野台地ハケにママを集めた清流に小道が整備し、これを「お鷹の道」と呼ぶようになった。「真姿の池」 - 「元町用水路」を経由して野川に流入している。
湧水の枯渇を防止するため、中央鉄道学園跡地が東京都立武蔵国分寺公園として整備され、水源林になっている。

湧水の成因については
「お鷹の道遊歩道」は　手づくり郷土賞平成元年度「いこいとふれあいの道」部門受賞。平成17年度は同賞大賞。

## 真姿の池の伝説
「真姿の池」の名前の由来

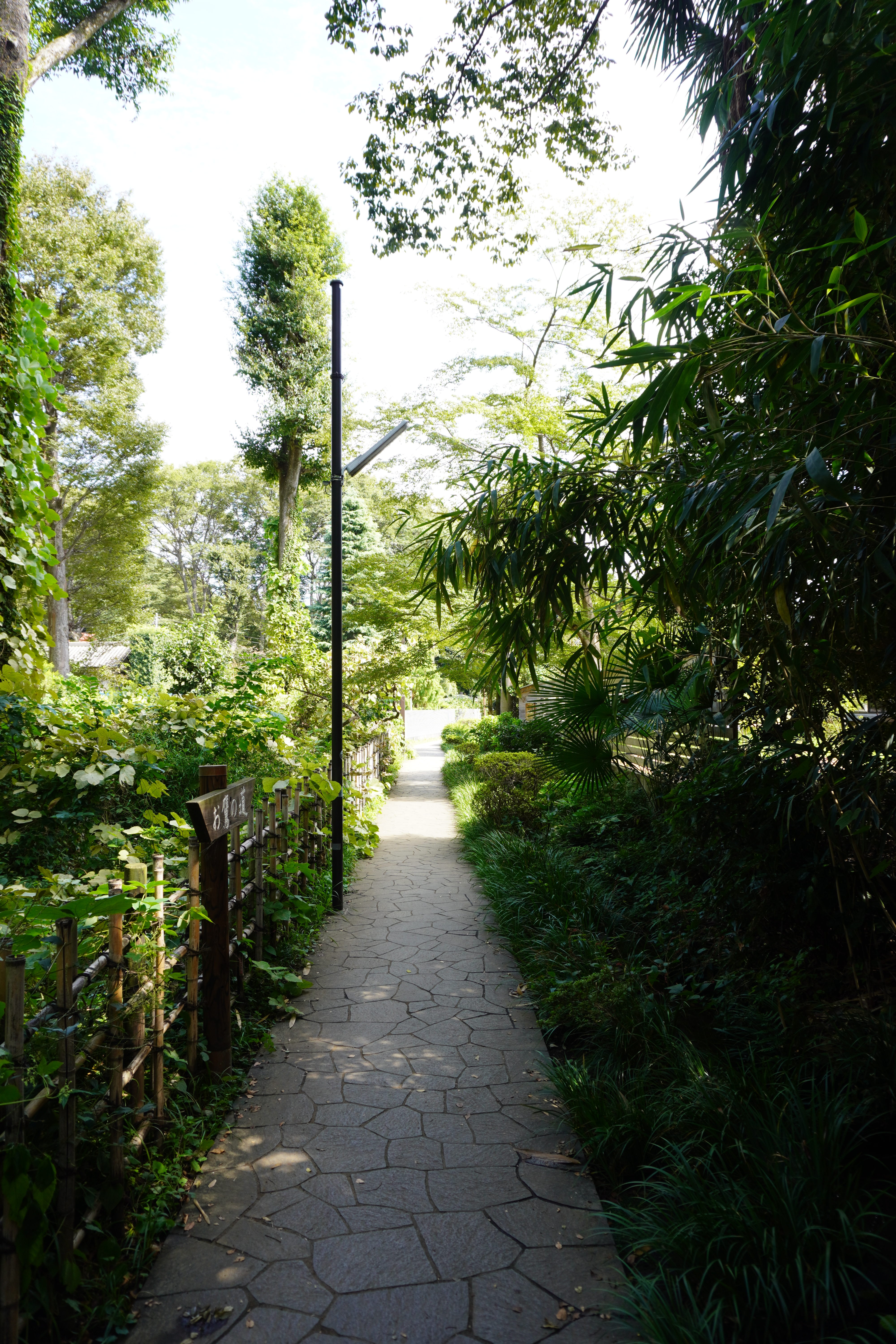
お鷹の道

847年（承和14年）、当時絶世の美女と謡われた玉造小町は、業病とされた皮膚の病に冒され、その容色を失い、治療の効なく変わり果てた己が姿に、「御仏の慈悲にすがっても」と意を決し、小町は当地の国分寺を訪れ、薬師如来にぬかづいて一心に祈り続けたところ、三×七＝二十一日目に一人の童子が忽然と現われ、小町をとある池の畔に誘い、「この池水にて身を洗うべし」そういいおいて童子は姿を消してしまうが、藁にもすがる想いで小町がいわれたとおりにしたところが、七日にして、元の美しい姿を取り戻した。
- 真姿の池

## 場所について
武蔵国分寺跡のやや南に所在する。
北緯35度41分39.66秒 東経139度28分26.52秒 / 北緯35.6943500度 東経139.4740333度座標: 北緯35度41分39.66秒 東経139度28分26.52秒 / 北緯35.6943500度 東経139.4740333度